# Hladomor v Bengálsku 1943
Bengálský hladomor je označení pro období akutního nedostatku jídla a související vysokou úmrtnost obyvatelstva v bengálské provincii Britské Indie (nyní Bangladéš a východní Indie) během druhé světové války. Podle odhadů zemřelo z populace čítající 60,3 milionů lidí na vyhladovění, malárii a nemoci způsobené podvýživou od 2,1 do 3 milionů obyvatel.[zdroj?] Další část obyvatelstva se pak ocitla pod hranicí chudoby, jelikož válečná krize zasáhla důležité sektory ekonomiky Bengálska. Historici obvykle charakterizují hladomor jako antropogenní (způsobený člověkem), existuje však menšinový názor, že hladomor byl důsledkem přirozených příčin.[zdroj?]
Bengálská ekonomika byla závislá na zemědělství, ale její vývoj stagnoval a produkce tak nedokázala pokrýt stále se zvyšující počet obyvatel. V době druhé světové války pak došlo k inflaci, čímž prudce vzrostly ceny, reálná mzda poklesla a mnoho obyvatel tak nemělo ani na základní potřeby. Vláda provincie popřela, že by došlo k jakémukoliv hladomoru a obyvatelům se zpočátku nedostávalo téměř žádné humanitární pomoci. Poté, co v říjnu 1943 britská indická armáda převzala kontrolu nad financováním provincie, se situace mírně zlepšila. V prosinci téhož roku došlo k velké sklizni rýže a úmrtnost tak začala klesat, ale i tak v roce 1944 došlo k více úmrtím než v roce 1943, a to kvůli různým nemocem.